# Focus (producteur)
Pour les articles homonymes, voir Focus.
Focus, parfois stylisé Focus..., de son vrai nom Bernard Edwards, Jr., est un producteur et compositeur de hip-hop et RnB américain. Durant sa carrière, il travaille aux côtés d'artistes et groupes tels que Dr. Dre, Eminem, Snoop Dogg, Kendrick Lamar, Lil Wayne, Jadakiss, Christina Aguilera, Jennifer Lopez, Beyoncé Knowles, 50 Cent, Busta Rhymes, Bishop Lamont, Tony Yayo, Stat Quo, Outlawz, The Game, Jay Rock, Schoolboy Q, Mac Dre, Ice Cube, La Fouine, Anderson Paak, Jon Connor, Joe, Marsha Ambrosius et Slum Village.

## Biographie
Focus... est le fils de Bernard Edwards, bassiste et cofondateur du groupe disco-funk Chic. Il commence sa carrière en 1999 : il coproduit avec Tricky Stewart plusieurs titres de l'album Skin Deep de la rappeuse Solé. Ses talents sont rapidement repérés par Dr. Dre, qui le signe comme producteur sur son label Aftermath Entertainment. Son premier titre pour le label est Riding High de Daks, présent sur la bande originale de The Wash sortie en 2001.
En 2009, Focus quitte Aftermath pour monter son propre label, a.Fam Entertainment Inc.. Il évoque notamment l'envie de passer plus de temps avec sa famille, en dehors d'un studio. Il reviendra finalement chez Aftermath en 2014 et participe notamment au grand retour de Dr. Dre avec Compton: a Soundtrack by Dr. Dre en août 2015.

## Discographie

### Productions
- 1999 : Solé - Skin Deep : I'm Coming (Intro), Spell My Name Right (featuring Mr. Raja) (produit avec Tricky Stewart), Antoine's Interlude (produit avec Tricky Stewart), Young Niggas (produit avec Tricky Stewart), Pain (produit avec Tricky Stewart)
- 2000 : Joe - My Name Is Joe : Get Crunk Tonight
- 2000 : Kandi Burruss - Hey Kandi... : Introduction, Hey Kandi, Pants on Fire, Talking' Bout Me, Sucka for You, Outro
- 2001 : Montell Jordan - Bande originale de Rush Hour 2 : Mine, Mine, Mine
- 2001 : Christina Milian - Christina Milian : It Hurts When... (produit avec Montell Jordan), Twitch (produit avec Montell Jordan)
- 2001 : Destiny's Child - 8 Days of Christmas : Spread a Little Love on Christmas Day (produit avec Beyoncé et Ric Wake)
- 2001 : Daks - Bande originale de The Wash : Riding High (featuring R.C.)
- 2002 : Truth Hurts - Truthfully Speaking : Next to Me, Do Me
- 2002 : Jennifer Lopez - This Is Me... Then : Dear Ben (produit avec Cory Rooney)
- 2002 : Petey Pablo - Drumline : Club Banger
- 2003 : Sly Boogy - Judgement Day : California (featuring Butch Cassidy, Truth Hurts)
- 2003 : Beyoncé Knowles - Dangerously in Love : Yes (produit avec Beyoncé Knowles)
- 2004 : Petey Pablo - Still Writing in My Diary: 2nd Entry : Roll Off
- 2004 : Mac Dre - Ronald Dregan: Dreganomics : Get Stupid
- 2004 : Wylde Bunch - Wylde Tymes at Washington High : Our Lyfe
- 2005 : The Game - The Documentary : Where I'm From (featuring Nate Dogg)
- 2005 : 112 - Pleasure and Pain : U Already Know (produit avec Sean Garrett)
- 2005 : Outlawz - Outlaw 4 Life: 2005 A.P. : Real Talk (featuring Focus...), If You Want 2, I Dare U (featuring Focus...)
- 2005 : Sway & King Tech - Back 2 Basics : Watch Closer (featuring Chino XL & Tracy Lane), I Don't Think So (featuring Kam), We Don't Give A... (featuring Kallihan, Hellraiza), Hands to the Sky (featuring Verb & Rock)
- 2005 : Tony Yayo - Thoughts of a Predicate Felon : Eastside Westside, Project Princess (featuring Jagged Edge), Live by the Gun
- 2006 : Stat Quo - Eminem Presents: The Re-Up : By My Side
- 2007 : Salah Edin - Nederlands Grootste Nachtmerrie : NGN (featuring Focus...), T.H.E.O. (Teleurstelling, Haat, Ergernis und Onbegrip), Het Land Van..., Geliefd Om Gehaat Te Worden, Opgeblazen (featuring Opgezwolle), 0172, Zwarte Gat Op Het Witte Doek (featuring Focus...), Geld (featuring Caprice), Hosselaar, Vrouwtje Is Een Bitch, Samen Huilen, Samen Lachen, Koning Ter Rijk, Oog Om Oog (featuring Probz), Paradijs Is Nu
- 2007 : La Fouine - Aller-Retour : Intro, La danse du ghetto, C'est pas la peine, Contrôle abusif, Laissez-moi dénoncer, Partout pareil
- 2007 : Keke Palmer - So Uncool : The Game Song, Music Box
- 2008 : Girlicious - Girlicious : Mirror
- 2008 : Bishop Lamont - The Confessional : The Confessional (Intro), Better than You, The Name (featuring Dirty Birdy, Kida & Flii Stylz)
- 2009 : Busta Rhymes - Back on My B.S. : Respect My Conglomerate (featuring Lil Wayne, Jadakiss), If You Don't Know Now You Know (featuring Big Tigger)
- 2009 : Slaughterhouse - Slaughterhouse : Lyrical Murderers (featuring K-Young)
- 2010 : Marsha Ambrosius - Late Nights & Early Mornings : Tears
- 2010 : Christina Aguilera - Bionic : Morning Dessert (Intro), Sex for Breakfast
- 2011 : Bishop Lamont - The Shawshank Redemption/Angola 3 : Martin Luther King (Intro), Affirmative Action (featuring Focus...)
- 2011 : Schoolboy Q - Setbacks : Light Years Ahead (Sky High) (featuring Kendrick Lamar)
- 2011 : Jay Rock - Follow Me Home : Bout That
- 2011 : Rapper Big Pooh - Dirty Pretty Things : Right With You (featuring Focus...), Real Love (featuring Focus...)
- 2011 : Outlawz - Perfect Timing : Keep It Lit (featuring Yung Phat Pat)
- 2012 : Amerie - The Prelude... : Every Time
- 2012 : 50 Cent - 5 (Murder by Numbers) : My Crown
- 2012 : Busta Rhymes - Year of the Dragon : Do that Thing
- 2012 : Xzibit - Napalm : Killer's Remorse (featuring Bishop Lamont, Young Dre & B-Real)
- 2012 : Skyzoo - A Dream Deferred : Drew and Derwin (featuring Raheem DeVaughn)
- 2013 : TGT - Three Kings : Interlude (crédité B. Edwards, Jr.)
- 2013 : Slum Village - Evolution : Summer Breeze, 1 Nite (featuring Vice)
- 2013 : Terrace Martin - 3ChordFold : Watch U Sleep
- 2015 : Dr. Dre - Compton: a Soundtrack by Dr. Dre : Deep Water (featuring Kendrick Lamar & Justus) (produit avec Dr. Dre, Cardiak, Dem Jointz et DJ Dahi)
- 2018 : Anderson .Paak - Oxnard